# مهدی جهانگیری
مهدی جهانگیری کوهشاهی (زادهٔ ۲ آذر ۱۳۵۰) اقتصاددان، بانکدار، مؤسس بانک گردشگری و مدیرعامل و رئیس هیئت‌مدیره گروه مالی گردشگری است. او در ۷ دی ۱۳۸۹ بانک گردشگری را تأسیس نمود و تا آبان ۱۳۹۸ رئیس هیئت مدیرهٔ بانک بود. مهدی جهانگیری برادر اسحاق جهانگیری است.
از مهم‌ترین زیرمجموعه‌های گروه مالی گردشگری می‌توان بانک گردشگری، شرکت سرمایه‌گذاری میراث فرهنگی و گردشگری ایران (سمگا)، شرکت گسترش صنایع و معادن ماهان، بیمه آرمان و بنیاد نیکوکاری یاس را نام برد.
مهدی جهانگیری در ۵ اردیبهشت ۱۳۹۴، در انتخابات هیئت رئیسه اتاق بازرگانی تهران، با ۴۷ رای از ۵۵ رای به عنوان نایب رئیس اتاق بازرگانی، صنایع، معادن و کشاورزی تهران انتخاب شد.
مهدی جهانگیری در سال ۱۳۸۷ معاون سرمایه‌گذاری سازمان میراث فرهنگی، صنایع دستی بود.

## زندگی شخصی و تحصیلات
پدر او، حسن جهانگیری، کارگر معدن کرومیت آبدشت در اسفندقه بود اما پس از تولد او به سیرجان آمد و تا هنگام فوت در تیرماه ۱۳۸۹ در همان‌جا زندگی کرد. او کوچک‌ترین عضو خانواده و یکی از پنج برادر خانوادهٔ جهانگیری است که به همراه اسحاق جهانگیری از سایر برادران مشهورتر است. یکی از برادرهای او به نام محمد در آبان سال ۵۹، در سوسنگرد و در خلال جنگ ایران و عراق کشته شدند. برادر دیگرش یعقوب در سال ۶۳ و عملیات بدر کشته شد. برادر دیگرش ابراهیم نیز برای انتخابات دهمین دوره مجلس شورای اسلامی از حوزه انتخابیه سیرجان و به عنوان نماینده اصلاح طلبان معرفی گردید که در نهایت رد صلاحیت شد.
جهانگیری دارای مدرک کارشناسی مدیریت دولتی و کارشناسی ارشد در رشتهٔ مدیریت بازرگانی است. او هم‌اکنون دانشجوی دکتری در رشتهٔ اقتصاد بین‌الملل است.

## حواشی و واکنش‌ها
فروردین ماه ۱۳۹۳ خبری در رسانه‌ها منتشر شد که بر اساس آن اعضای هیئت مدیرهٔ بانک گردشگری در آخرین جلسه مجمع عمومی خود، مبلغ ۲۰۰ میلیون تومان به اعضای مجمع پاداش داده‌اند. در صورتجلسهٔ مجمع عمومی شرکت بانک گردشگری که در تاریخ ۱۹ فروردین ماه آن سال برگزار شد، آمده بود: مقرر گردید دو میلیارد ریال به عنوان پاداش به اعضای هیئت مدیره پرداخت شود. همچنین در این صورتجلسه که به امضای محمدصادق طاهری به عنوان رئیس‌هیئت مدیره و همچنین مهدی جهانگیری و علی زیرک نژاد به عنوان ناظر نیز رسیده، مقرر گردیده ماهانه ده میلیون ریال به اعضای هیئت‌مدیره به عنوان حق حضور در جلسه پرداخت شود.

## دستگیری و محکومیت
جهانگیری یکی از متهمان اقتصادی است که اخیراً دستگیر شده و با وثیقه مالی آزاد شده است. این وثیقه در ابتدا هزار میلیارد تومان تعیین شد و با امتناع مهدی جهانگیری از پرداخت این مبلغ و تقاضای تجدید نظر، این وثیقه به حدود ده میلیارد تومان تقلیل یافت. به گفته سخنگوی قوه‌قضائیه در بهمن ماه ۱۳۹۹ مهدی جهانگیری به جرم قاچاق حرفه‌ای ارز به ارزش ریالی ۲۶ میلیارد و ۸۲۱ میلیون و ۴۸۰ هزار ریال و انتقال ارز به‌صورت غیرقانونی به خارج از کشور و به جرم تحصیل مال از طریق نامشروع به تحمل حبس و جزای نقدی و رد مال محکوم شده‌است.

## فعالیت‌های اقتصادی و سیاسی

### بانک گردشگری
بانک گردشگری در ۷ دی ۱۳۸۹ مجوز فعالیت خود را از بانک مرکزی گرفت و ۲ آذر ۱۳۸۹ اقدام به پذیره‌نویسی سهام کرد. بانک گردشگری به شکل مجموعه‌ای از فعالیت‌های گسترده بانکی (بانکداری فراگیر) سازمان‌دهی و فعالیت خود را تداوم بخشید. اگرچه فعالیت‌های تجاری بانک گردشگری شباهت بسیاری با فعالیت سایر بانک‌ها دارد، اما توجه ویژه این بانک به صنعت گردشگری کشور، فعالیت آن را متمایز می‌کند. تخصص مؤسسان این بانک در حوزه پرظرفیت و سودآور گردشگری، مزیت و فرصت‌های عمده‌ای برای سرمایه‌گذاری و ابتکارات بخش خصوصی در این صنعت فراهم می‌آورد و بدین لحاظ بانک گردشگری با تجهیز منابع و توسعه اشتغال در خدمت اقتصاد ملی قرار می‌گیرد.

### گروه مالی بانک گردشگری
گروه مالی گردشگری در سال ۱۳۹۳ توسط مهدی جهانگیری تأسیس شد. هلدینگ گروه مالی گردشگری در زمینه‌های گردشگری، نفت و گاز، بانک و بازار سرمایه، صنعت و معدن، ساختمان، فرهنگ و هنر فعالیت دارد. از زیر مجموعه‌های گروه مالی گردشگری می‌توان شرکت‌های زیر را نام برد:
- بانک گردشگری
- شرکت سرمایه‌گذاری میراث فرهنگی و گردشگری ایران (سمگا)
- شرکت گسترش صنایع و معادن ماهان
- بنیاد نیکوکاری یاس

هلدینگ گروه مالی گردشگری در مراسم روز جهانی جهانگردی که در مرکز همایشهای بین‌المللی برج میلاد برگزار شد به عنوان برترین هلدینگ گردشگری کشور معرفی شد و لوح تقدیر برترین هلدینگ در حوزه گردشگری به مهدی جهانگیری، مدیر عامل و رئیس هیئت مدیره این گروه اهدا گردید.
مهدی جهانگیری هدف خود را از تأسیس گروه مالی گردشگری اینگونه بیان می‌کند:«امروز صنعت گردشگری ما تنها صنعتی است که می‌تواند هم مشکلات اشتغال را حل کند و هم باعث ایجاد صلح و ثبات و آرامش در جامعه شود.»

### شرکت سمگا
گروه سرمایه‌گذاری میراث فرهنگی و گردشگری ایران (سمگا) شرکت ایرانی در زمینه اجرای پروژه‌های سرمایه‌گذاری در حوزه گردشگری است. این شرکت همچنین اولین هلدینگ گردشگری است که سهام آن در بورس با نماد سمگا مورد معامله قرار می‌گیرد. این شرکت یکی از ۵ شرکت زیرمجموعه گروه مالی گردشگری است.

### بنیاد نیکوکاری یاس
بنیاد نیکوکاری یاس با هدف حمایت از اقشار نیازمند به ویژه در مناطق کمتر برخوردار کشور توسط مهدی جهانگیری تأسیس شد.
اهداف این بنیاد شامل موارد زیر می‌شود:
- ایجاد بیش از ۲۰ هزار شغل مستقیم و ده‌ها هزار شغل غیرمستقیم به ویژه برای جوانان با اجرای پروژه‌های بزرگ صنعتی و تولیدی
- تأمین هزینه و نگهداری از ۲۰۰ نفر از مددجویان و معلولان بهزیستی مرکز توانبخشی شهید فیاض بخش کرمان و جیرفت[۲۶]
- کمک به آزادسازی زندانیان با اختصاص چهل میلیارد ریال[۲۷][منبع بهتری نیاز است]
- تأمین جهیزیه، کمک به مراکز درمانی و خرید تجهیزات بیمارستانی در دوران شیوع کرونا
- ساخت ۴۰ مدرسه با عنوان «کیمیای دانش»[۲۸][۲۹][۳۰][۳۱][منبع بهتری نیاز است]

### سایر سمت‌ها و سوابق
- رئیس‌هیئت‌مدیره مجتمع فولاد صنعت بناب
- عضو هیئت‌رئیسه فدراسیون هندبال
- رئیس‌هیئت مدیره شرکت نگین گردشگری
- رئیس‌هیئت مدیره شرکت هلدینگ صنایع و معادن ماهان